# Ibb (muhafaza)
Ibb (arab. إب) – jedna z 21 jednostek administracyjnych Jemenu. Znajduje się w południowo-zachodniej części kraju. Według danych z 2017 roku liczyła ponad 3 mln mieszkańców.